# Gliese 638
Gliese 638 è una stella nana arancione della sequenza principale di classe spettrale K7-V. Si trova a 31,9 anni luce di distanza dal Sistema solare e possiede una magnitudine apparente di +8,10 e una magnitudine assoluta di 
+ 8,15.
Ci sono evidenze che sia una stella variabile, la sua magnitudine varia leggermente da +8,09 a +8,11.